# ولاية إزمير
وِلَايَةُ إِزْمِير (بالتركية: ازمیر ولایت/İzmir ili) ولاية تركية في غرب الأناضول على ساحل بحر إيجة، وعاصمتها هي مدينة إزمير.

## أقضيتها
تنقسم ولاية إزمير إلى 30 قضاء.

## التاريخ
وكان أول من استقر في منطقة الأناضول من قبل المحلية، milleninum الأيونيين في وقت لاحق حول 11th القرن قبل الميلاد الذين أسسوا جامعة إيونيا. غزاها في وقت لاحق من قبل الفرس، واستعادت من قبل اليونانيين، قبل أن يتم إدراجه في الامبراطورية الرومانية. بعد انقسام الإمبراطورية الرومانية، وأصبحت المنطقة جزءا من ما يسمى الآن الإمبراطورية البيزنطية حتى غزاها الاتراك العثمانيين في القرن 14. في أعقاب الحرب العالمية الأولى تم التخلي عن المقاطعة إلى اليونان، ولكن تم استعادتها على يد قوات مصطفى كمال أتاتورك في حرب الاستقلال التركية. نتيجة لمعاهدة لوزان وكان جميع سكان اليونانية الأرثوذكسية في المحافظة لإجازة، وكانت قد تأسست مقاطعة ازمير في الجمهورية الحديثة في تركيا.
الخلفية التاريخية المفقودة، والبحث عن مصادر أخرى مزيد من التفاصيل.

## أعلام
- أوميت توركوغلو

## وصلات خارجية
- (بالتركية) İzmir governor's official website
- İzmir metropolitan municipality's official website
- (بالتركية) Directorate of Culture and Tourism in İzmir
- (بالتركية) Local administrations in İzmir
- (بالتركية) / İzmir City Guide
- (بالتركية) İzmir Rent a Car Guide
- İzmir weather forecast information
- {{يوتيوب|VcSbN6Czmg0|İzmir is the official candidate of [[Expo 2015}}]]